# Jemseg
Jemseg é uma comunidade rural canadense na paróquia de Cambridge, Condado de Queens, New Brunswick. Ela está localizado na margem leste do rio Jemseg ao longo de sua curta distância de Grand Lake ao rio Saint John. A vila serviu brevemente como a Capital de Acadia (1690–91).